# Margarita Barrientos
Margarita Barrientos   (Añatuya, 12 d'octubre de 1961) és una activista argentina, fundadora del menjador social Los Piletones.

## Biografia

### Trajectòria
Es va casar amb Isidro Antúnez, amb el qual va tenir 9 fills propis i 3 d'adoptats. El 1996 es va mudar al barri de Los Piletones, al sud de la ciutat de Buenos Aires. Allà va començar amb les tasques del menjador comunitari proporcionant alimentació per a 15 persones, que van anar augmentant fins a arribar a 2.700 plats diaris de menjar el 2018 i 5.000 el 2020. Més endavant, va començar a rebre donacions de diners i tiquets per a comestibles a supermercats. Després van ser agregats al menjador altres serveis, com la guarderia Sant Cayetano, el centre de salut Ángela Palmisano i un centre de dia per a persones grans. En aquell mateix barri va organitzar classes d'informàtica, d'art i de gimnàstica. La Fundació va construir un club de mares, un d'ancians, dos jardins d'infants i un centre d'atenció a víctimes de violència familiar, al barri mateix.
Pel febrer de 2018, Barrientos va inaugurar un restaurant en un vell vagó del subte estacionat a 200 metres de Los Piletones, amb la idea d'aportar fons i visibilitat al treball en el menjador, i també per a ensenyar a cuinar. També prepara racions de menjar per a gent en Cañuelas i a Santiago del Estero.
A l'agost de 2024 Leonel Messi li va mostrar el seu suport en obsequiar-la amb una samarreta signada per ser subhastada al sopar de recaptació anual de la Fundació Margarita Barrientos.

### Posició política
Tant ella com el seu entorn van fer costat al PRO, així com al seu principal referent, Mauricio Macri, i a Horaci Rodríguez Larreta. El 2021 va ser rebuda pel president Alberto Fernández.

### Controvèrsies
El 2016, Barrientos va negar que els seus fills treballessin per al Govern de Macri i va dir que deien això per a «pegar-li al Govern».

## Reconeixements
- El 1999, va rebre el reconeixement de  “Dona de l'any” per la Cooperadora d'Acció Social (COAS).[15]
- El 2011, va rebre el reconeixement de Ciutadana Il·lustre de la Ciutat de Buenos Aires.[15]
- El 2011, la Fundació va ser declarada d'Interès Social per la Legislatura de la Ciutat de Buenos Aires.[15]
- El 2018, la Fundació Konex li va atorgar un Premi Konex - Diploma al Mèrit com una de les dirigents socials més importants de l'última dècada a l'Argentina.[16]
- Va rebre el premi Domingo Faustino Sarmiento, que el Senat de la Nació atorga a les dones destacades argentines.[15]
- El desembre de 2024, la BBC va incloure-la en la seva llista 100 Women, que reconeix a les dones més inspiradores i influents de l'any a nivell mundial.[17]